# Notfalldepot
Das Notfalldepot ist eine Zusammenstellung von Medikamenten und anderen apothekenüblichen Waren, die Apotheken in Deutschland für Notfälle vorrätig halten bzw. kurzfristig beschaffen können müssen. Die Verpflichtung zur Haltung eines Notfalldepots ergibt sich aus § 15 Apothekenbetriebsordnung und betrifft Arzneimittel, die wenig gebraucht werden, aber unter Umständen lebensnotwendig sind.
Bis 2012 enthielten die Notfalldepots fast ausschließlich Antidote, hingegen war die Bevorratung von Mitteln für palliative Notfälle nicht ausdrücklich vorgeschrieben. Bei der Neufassung der Apothekenbetriebsordnung wurde die Liste überarbeitet. Die meisten Antidote wurden mangels Praxisrelevanz gestrichen, stattdessen tritt nun die Versorgung palliativer und anaphylaktischer Notfälle in den Vordergrund.

## Inventar
Jederzeit in jeder Apotheke vorrätig sein müssen:
- Nichtopioid-Analgetikum
- Opioid zur Injektion, z. B.: Morphin Ampullen
- Opioid zum Einnehmen mit unmittelbarer Wirkstofffreisetzung,
- Opioid zum Einnehmen mit veränderter Wirkstofffreisetzung, z. B.: Morphin 10 mg Retardtabletten
- Glucocorticosteroide zur Injektion
- Antihistaminika zur Injektion
- Glucocorticoide zur Inhalation zur Behandlung von Rauchgasintoxikationen, z. B.: Beclomethason und andere
- Antischaummittel zur Behandlung von Tensid-Intoxikationen
- Medizinische Kohle, 50 Gramm Pulver zur Herstellung einer Suspension
- Tetanusimpfstoff
- Tetanus Hyperimmun-Globulin 250 I.E.
- Epinephrin (andere Bezeichnungen: Suprarenin, Adrenalin) zur Injektion
- 0,9%ige Kochsalzlösung zur Injektion
- Verbandstoffe, Einwegspritzen und -kanülen, Katheter, Überleitungsgeräte für Infusionen sowie Produkte zur Blutzuckerbestimmung

Darüber hinaus müssen weitere Mittel jederzeit kurzfristig beschaffbar sein. Dies ist durch die regionalen Notfalldepots der Apothekerkammern gelöst, welche sich meist bei ausgewählten Kliniken befinden. Diese enthalten:
- Botulismus-Antitoxin vom Pferd
- Diphtherie-Antitoxin vom Pferd
- Polyvalentes Immunserum gegen Schlangengifte europäischer  Schlangenarten
- Tollwutimpfstoff
- Tollwut-Immunglobulin
- Varizella-Zoster-Immunglobulin
- C1-Esterase-Inhibitor
- Hepatitis-B-Immunglobulin
- Hepatitis-B-Impfstoff
- Digitalis-Antitoxin

In derselben Auflistung nennt die Apothekenbetriebsordnung noch Opioide in transdermaler und transmucosaler Darreichungsform. Diese können jedoch in den Notfalldepots der Apothekerkammern aus betäubungsmittelrechtlichen Gründen nicht vorrätig gehalten werden. Daher müssen de facto diese Opioide letztlich doch in jeder Apotheke vorrätig gehalten werden, sofern der Apothekenleiter keine andere, betäubungsmittelrechtlich zulässige und jederzeit zugängliche Bezugsquelle nachweisen kann.
Nicht alle regionalen Notfalldepots führen alle aufgeführten Mittel. Die Entnahme von Medikamenten aus den regionalen Notfalldepots ist nur für Apotheken auf Grund einer ärztlichen Verordnung möglich. Patienten können die Mittel nur über eine diensthabende öffentliche Apotheke beziehen.